# Gustav Tauber
Gustav Adam Heinrich Tauber (* 21. März 1902 in Büdingen; † 18. September 1978 in Wächtersbach) war ein deutscher Apotheker.

## Werdegang
Tauber legte am Realgymnasium in Gießen das Abitur ab. Im Anschluss erhielt er bei dem Apotheker G. Bahr in Wetzlar eine Ausbildung. Später übernahm er die Rosenapotheke in Wächtersbach.
Er war Präsident der Arbeitsgemeinschaft Deutscher Apothekerkammern (Bundesapothekerkammer) sowie der erste Präsident der am 19. Januar 1956 gegründeten Landesapothekerkammer Hessen. Er folgte Werner Klie als Delegationsführer der ABDA im Zusammenschluss der Apotheker in der Europäischen Union (ZAEU).
Gustav Tauber war der Großvater des Bundestagsabgeordneten und CDU-Generalsekretärs Peter Tauber.

## Ehrungen
- 1968: Großes Verdienstkreuz der Bundesrepublik Deutschland.[2]
- 1972: Ehrenmedaille der Deutschen Apotheker – Hans-Meyer-Medaille